# Mistrovství světa v zápasu řecko-římském 2005
Mistrovství světa v zápasu řecko-římském proběhlo v budapešťské hale Papp László Budapest Sportaréna v roce 2005.

## Výsledky
| Kategorie | Podrobně | Zlato                     | Stříbro                  | Bronz                      | Bronz                      |
| --------- | -------- | ------------------------- | ------------------------ | -------------------------- | -------------------------- |
| -55 kg    | podrobně | Hamíd Surián (IRI)        | Pak Un-čol (KOR)         | István Majoros (HUN)       | Ermek Kuketov (KAZ)        |
| -60 kg    | podrobně | Armen Nazarjan (BUL)      | Alí Aškání (IRI)         | Eusebiu Diaconu (ROU)      | Petr Švehla (CZE)          |
| -66 kg    | podrobně | Nikolaj Gergov (BUL)      | Kim Min-čchol (KOR)      | Alain Milián (CUB)         | Kim Kum-čol (PRK)          |
| -74 kg    | podrobně | Varteres Samurgašev (RUS) | Mark Madsen (DEN)        | Marko Yli-Hannuksela (FIN) | Konstantin Schneider (GER) |
| -84 kg    | podrobně | Alim Selimov (BLR)        | Alexej Mišin (RUS)       | Sándor Bárdosi (HUN)       | Nazmi Avluca (TUR)         |
| -96 kg    | podrobně | Hamza Yerlikaya (TUR)     | Lajos Virág (HUN)        | Vasilij Těplouchov (RUS)   | Justin Ruiz (USA)          |
| -120 kg   | podrobně | Mijaín López (CUB)        | Mihály Deák-Bárdos (HUN) | Sergej Arťuchin (BLR)      | Yekta Yılmaz Gül (TUR)     |